# Gà kiến

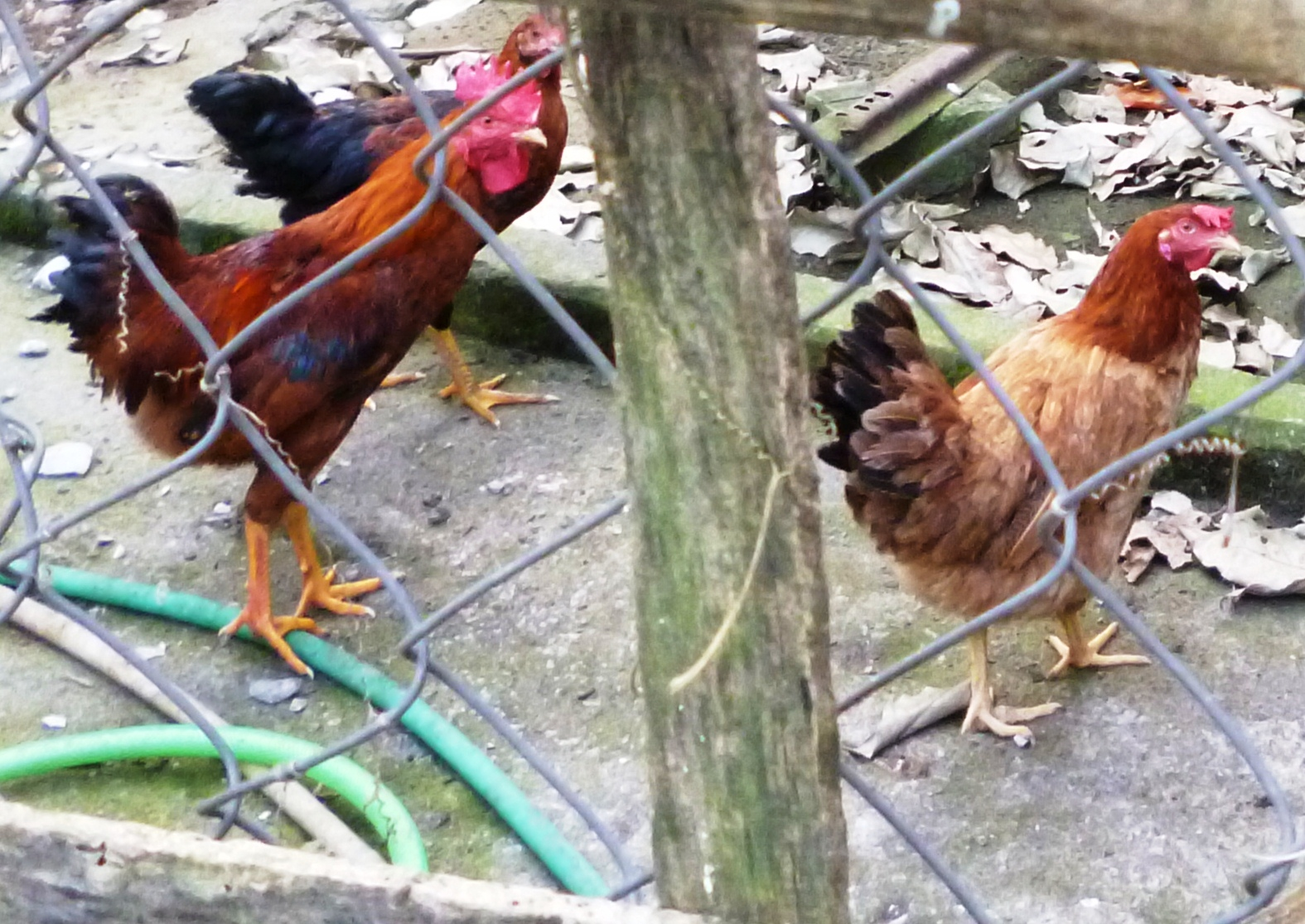
Một đàn gà kiến đang được nuôi ở Huế

Gà kiến hay gà Bình Định là một giống gà nội địa của Việt Nam được nuôi ở một số tỉnh miền Trung Việt Nam. Giống gà quý hiếm này sinh sống ở Bình Định, Phú Yên; hai tỉnh này chỉ cách nhau đèo Cù Mông nên gà kiến có cơ hội lai tạo qua lại. Tên gọi gà kiến là cách dân bản địa đại ý nói giống gà này chậm lớn, đây cũng là cách gọi để phân biệt với các loại gà công nghiệp hoặc gà nuôi theo lối công nghiệp.
Theo truyền thống, những ngày giỗ chạp, lễ Tết một số người dân quê Phú Yên hay Bình Định thường chọn cặp gà kiến tơ mang biếu người thân, quen. Chúng còn nổi tiếng với món gà kiến uống thuốc bắc, món gà hầm này rất có lợi cho người ăn trong những ngày nắng nóng. Gà kiến đã góp phần làm rạng danh món gà nướng Sông Cầu, từ đó gà kiến ngon nức tiếng khắp miền Trung.
Hiện nay, Viện Chăn nuôi đang bảo tồn 24 giống vật nuôi, trong đó có giống gà Kiến của Bình Định. Hiện nay, gà kiến còn được nuôi thả ở một số tỉnh lân cận Bình Định, Phú Yên nhưng số lượng không nhiều. Do thời gian thu hoạch quá dài, lợi nhuận không bằng nuôi gà công nghiệp, nên giống gà này đang bị giống gà Tam hoàng lai thế chỗ dần, trữ lượng giống gà kiến đang khan hiếm. 

## Đặc điểm

### Mô tả

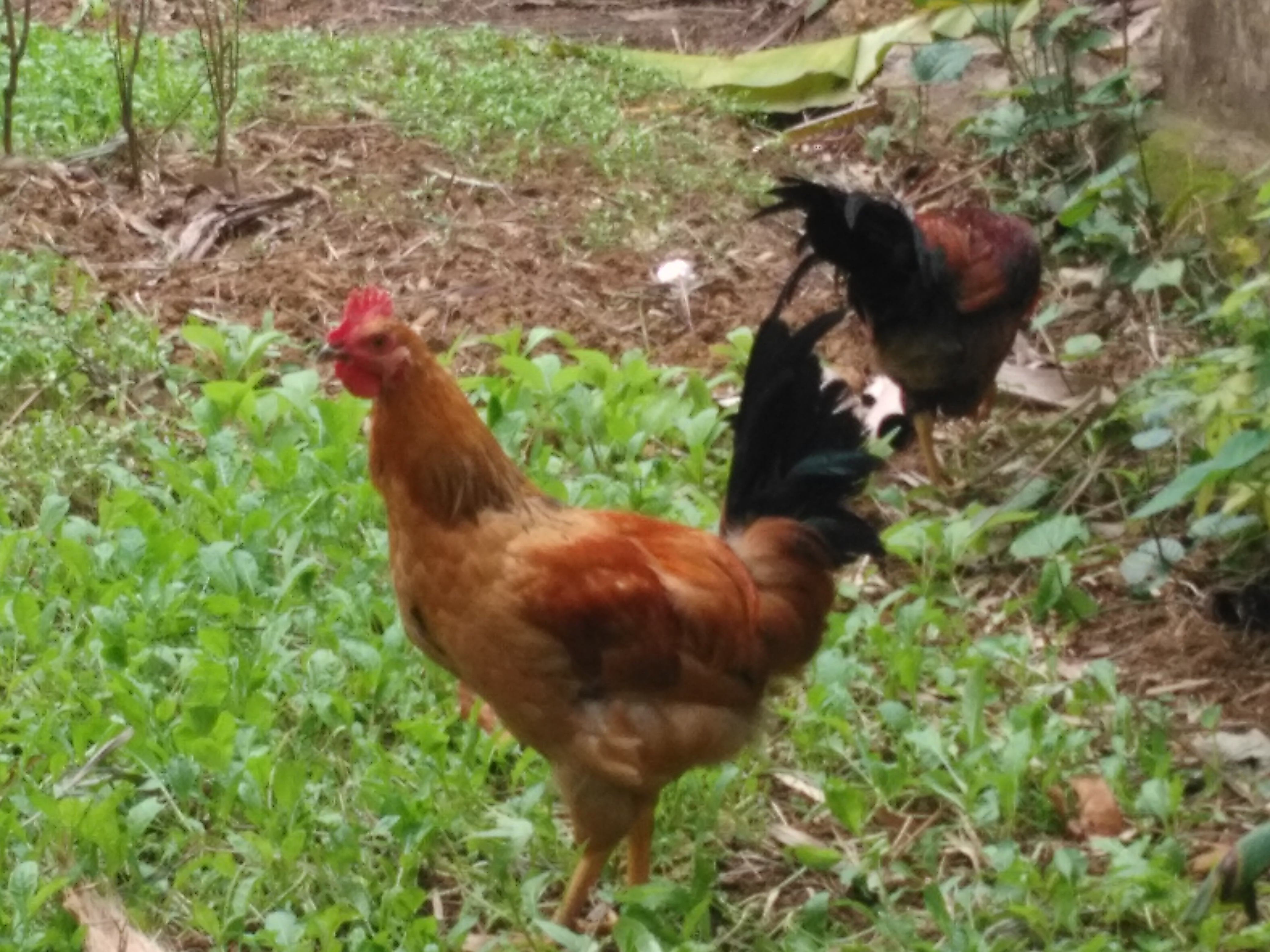
Gà kiến

Gà kiến bề ngoài gần giống gà Ai Cập nên được nhiều người ưa chuộng, có thể cho lai với gà Ai Cập, gà Tam Hoàng để nuôi lấy thịt. Gà kiến thân hình thon gọn, cao dong dỏng, mặt lanh lợi, thịt săn chắc tựa gà đá miền Tây Nam bộ. Con trống có bộ lông đỏ tía, đuôi dài, cựa dài trông rất đẹp mã và oai vệ. Thịt gà vàng ươm, chân vàng nghệ rất đẹp mắt. Chúng nặng cỡ 1,3-1,5 kg/con. Trọng lượng tối đa giống gà này thường khoảng 3 kg/con, gần 3 năm tuổi. Gà thịt 83 ngày tuổi trọng lượng trung bình 1,4-1,7 kg/con. Trọng lượng gà đạt 1,7–2 kg/con là xuất chuồng
Gà kiến có thịt dai, thơm và ngọt giống thịt gà ta nên người tiêu dùng ưa chuộng Có thể bắt con gà kiến nặng cỡ 1,3 kg làm hai món: nướng muối ớt và nấu cháo đậu đen, đủ cho 4-5 người ăn. Thịt gà kiến săn chắc nên thợ bếp phải ướp gia vị trước gần nửa tiếng mới thấm, rồi đem nướng lửa than. Thịt gà chắc nhưng mềm dẻo, sớ gà mịn, lúc chín nghe thơm phức và ngọt thanh. Gà xào cay thì nên lựa đùi gà kiến hay gà tam hoàng để thịt thơm ngon và săn chắc hơn.

### Thể chất
Gà Bình Định là giống thuần chủng nên phù hợp với mọi điều kiện, khí hậu đất ở miền Trung, nhất là vùng Thanh An. Giống gà Bình Định có sức kháng bệnh tốt, dễ nuôi. Gà Bình Định mang sức đề kháng mạnh, ít dịch bệnh, tương đối dễ nuôi đặc biệt giá thành luôn ở mức ổn định. Gà chậm lớn, phải nuôi không dưới một năm mới ăn thịt được. Khi nuôi, nhiều người chọn giống gà Kiến Thùng tại Bình Định vì giống này sinh trưởng tốt có khả năng chống bệnh tật cao nhưng mỗi con gà kiến chỉ ấp được từ 10-15 trứng do đó số gà giống được sản xuất ra rất ít, không đủ cung ứng ra thị trường.
Thức ăn chủ yếu của giống gà này ở miền Trung là ít bắp hạt và nhiều côn trùng do phải tự bươi kiếm miếng ăn. Cùng giống gà kiến nhưng loại sống ở vùng núi thuộc huyện Tuy Phước, tỉnh Bình Định sẽ cho thịt thơm ngon vượt trội bởi hằng ngày gà phải leo núi, hóng gió biển, ăn côn trùng, rễ, củ của núi và có khi uống được nước khoáng từ mạch nước ngầm trong lòng núi đá vôi chảy ra. Cứ vậy, ngày qua ngày, chính thổ nhưỡng khắc nghiệt miền Trung đã hun đúc nên hương vị thịt gà kiến ngon ngọt. 

### Ưu điểm
Giống gà này có một số nổi trội đó là giá giống tương đối cao, nhà cung ứng giống chỉ bán theo một số kênh phân phối nhất định theo từng vùng. Độ đồng đều của gà cao, chất lượng giống tốt, đảm bảo uy tín (giống gà bố mẹ thuần chủng). Mẫu mã đẹp, chất lượng thịt ngon rất phù hợp thị hiếu người tiêu dùng (giống y gà ta nuôi thả vườn). Thời gian từ 25 ngày tuổi trở đi chỉ cho gà chỉ ăn ban ngày, không cho ăn ban đêm. Một điều đặc biệt ở đây đó là người nuôi úm gà (tức nuôi gà con trong môi trường được giữ ấm và đảm bảo các yếu tố vệ sinh, thực phẩm, thuốc men cho gà trong tầm 4 tuần tuổi đầu tiên) bằng trấu và củi chứ không úm bằng điện (thời gian úm 25 ngày/lứa, sử dụng đồng hồ đo nhiệt độ để điều chỉnh củi lửa chỉ úm ban đêm là chính).

## Chăn nuôi

### Tình hình

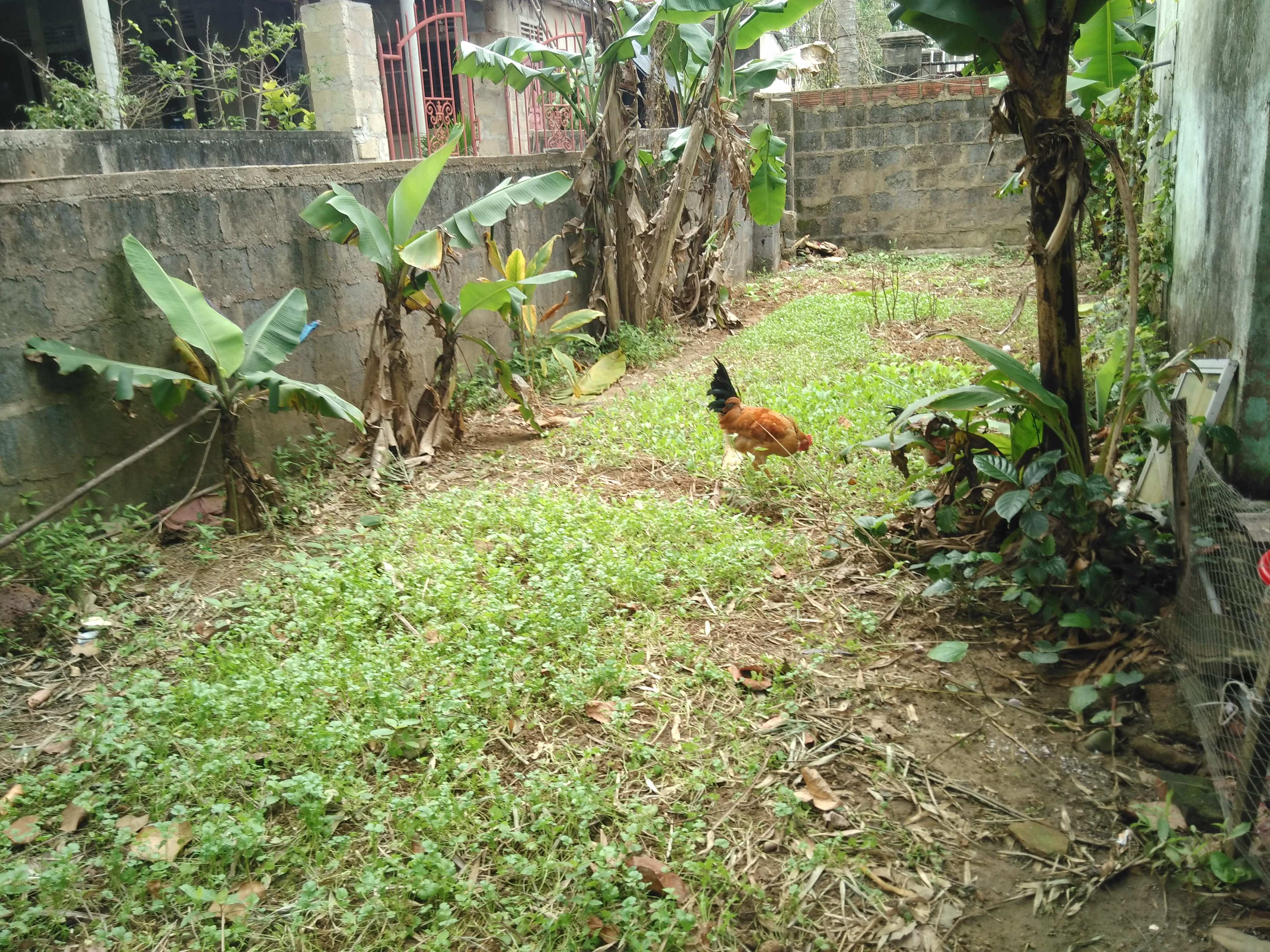
Gà kiến

Để ổn định, phát triển và sống được với nghề nuôi gà một số hộ chăn nuôi ở xã Thanh lương thị xã Bình Long sau nhiều cuộc tìm kiếm nay đã chọn cho mình một loại giống gà mới đem lại hiệu quả kinh tế cao đó là giống Gà Bình Định. Gà Bình Định được tìm hiểu và đưa về nuôi thử đến nay gần một năm, với con gà này đã có những thành công đáng kể. Mỗi lứa nuôi trung bình 2000 – 3000 con gà, do diện tích đất chỉ có 2 sào (2000m2) nên chỉ xây dựng 2 dãy chuồng đơn giản, một dãy nuôi gà nhỏ mới nhập về, một dãy nuôi gà chuẩn bị xuất chuồng (nuôi theo hình thức gối đầu).
Ở Thanh Lương đã có nhiều hộ mở rộng quy mô nuôi gà Bình Định thương phẩm để cung ứng cho các nhà hàng, quán ăn quanh vùng. Tổng đàn gà Bình Định ở Thanh Lương hiện gần 300 ngàn con. Tuy nhiên, người nuôi gà Bình Định gặp khó khăn là không thể tự ấp con giống mà phải đến công ty cung ứng giống tại tỉnh Bình Định mua. Ban đầu nuôi thử nghiệm chỉ chừng vài trăm con, hiện tại thì trang trại của tôi có 18 ngàn con, cung ứng cho thị trường Quảng Nam, Đà Nẵng, nhất là khi áp dụng phương thức đệm lót sinh học cho trang trạ, nhờ vậy mà đàn gà sinh trưởng nhanh, hạn chế bệnh lại ít tốn công vệ sinh chuồng trại.
Có người tự tìm tòi, học hỏi để nuôi giống gà Bình Định, nhờ đó mà kinh tế gia đình được ổn định, đã bị cuốn hút bởi mô hình nuôi gà Bình Định nơi đây, ấp ủ ước muốn mang giống gà này về chăn nuôi tại gia đình, bắt đầu bằng việc mua 200 con gà giống với giá 17.000đ/con (gà 5 ngày tuổi), sau đó tiếp tục đầu tư thêm 500 gà giống. Từ những kinh nghiệm đút kết từ lứa gà trước, nên sau 3 tháng chăm sóc, đàn gà được xuất bán thu lãi gần 20 triệu đồng. Lấy đó làm nguồn vốn anh đầu tư tiếp vào gà giống, cũng như xây dựng chuồng trại kiên cố hơn. Mỗi lứa gà thu lãi từ 15 – 20 triệu đồng (tùy theo giá cả thị trường). Có địa phương có 4 hộ đang nuôi gà Bình Định với số lượng trên 2000 con. 

### Kỹ thuật
Muốn nuôi gà Bình Định đạt hiểu quả cao, người nuôi cần phải thường xuyên vệ sinh chuồng trại, xử lý vôi để tiêu diệt mầm bệnh sau mỗi lứa gà. Theo dõi phân gà mỗi ngày nhằm nắm được tình hình của cả đàn. Tiêm phòng dịch bệnh đúng liều. Đặc biệt phải tìm con giống đúng chất lượng ở những cơ sở đáng tin cậy. Nhiều người thiếu kinh nghiệm, không cắt mỏ nên giữa các con trong đàn cạnh tranh nhau dẫn đến việc gà cắn mổ nhau làm rụng lông, thân gà bị nhiều sẹo. Việc cắt mỏ dưới của gà được xem là khâu quan trọng trong kĩ thuật chăn nuôi vì nếu không khéo sẽ khiến gà mất sức, ảnh hưởng đến thể trạng. Theo đó, khâu cắt mỏ được tiến hành định kì 3lần/lứa. Khi gà được 15 ngày tuổi cách đợt 1, sau đó cứ cách 15 ngày là cắt tiếp đợt 2 và 3.
Ngoài việc cắt mỏ thì vệ sinh chuồng trại cũng là yếu tố tiên quyết đến chất lượng của đàn gà. Chuồng nuôi gà được chia làm hai loại là chuồng úm và chuồng chăn thả. Đối với chuồng úm được thiết kế kính gió và treo nhiều bóng đèn nhằm giúp gà giữ ấm. Còn đối với chuồng chăn thả thì được xây theo hướng thoát mát, có mái che và đặc biệt phải tương đối rộng rãi (ngang 4m, dài 11m cho khoảng 400 – 500 con). Gà con được nuôi dưỡng trong chuồng úm đến 1 tháng tuổi, thì chuyển sang chuồng chăn thả cho đến ngày xuất bán. Nuôi theo dạng "nối đuôi". Tức là, khi lứa gà trước được 2 tháng tuổi, lại tiếp tục đặt gà giống về thả vào chuồng úm. Cứ cách 2 tháng là lại xuất bán gà thịt một lần. Cách 2 tháng xuất gà một lần.
Mô hình nuôi gà thả vườn giống Bình Định theo hướng an toàn sinh học (không sử dụng thức ăn công nghiệp). Chia khu vườn làm 6 trại nuôi 17 ngàn con gà thương phẩm. Nuôi gà Bình Định từ 3 năm, mỗi năm nuôi 3 lứa, mỗi lứa khoảng 3 tháng. Người nuôi phải có kinh nghiệm phát hiện các triệu chứng bệnh, đột biến của thời tiết để xử lý hiệu quả. Đặc biệt chọn giống chất lượng từ nơi có uy tín để mang lại hiệu quả kinh tế cao. 

### Hiệu quả
Với giá gà thịt khoảng 70.000/kg thì sau 3 tháng nuôi (gà đạt trọng lượng từ 1,2 – 1,5 kg/con), sau khi trừ bỏ tất cả chi phí (con giống, thức ăn) thu lãi khoảng 30.000đ – 50.000đ/con. Mô hình gà thả vườn giống Bình Định mới phát triển vài năm gần đây nhưng được thị trường chấp nhận vì chất lượng tốt, người dân không phải lo đầu ra. Thu nhập từ các hộ chăn nuôi rất cao, có hộ thu từ 200 triệu đến 1 tỷ đồng mỗi năm. Với mức giá bình quân 70 nghìn đồng/kg như hiện nay thì một con gà Bình Định lãi hơn 30 nghìn đồng.
Một trang trại gà giống ở xã Lộc Hòa một xã vùng đồi, trang trại này có 500 con gà kiến giống, giúp chủ động về nguồn trứng để ấp và bán gà con giống ra thị trường. Con giống được phân ra nhiều loại, nhưng muốn gà sinh trưởng tốt, tỷ lệ hao hụt thấp thì phải chọn mua con giống tốt nhất. Với lợi thế vườn rộng ngay lứa đầu tiên có thể nuôi thả 1.000 con gà kiến Nuôi gà Bình Định cho thu nhập cao việc nuôi gà giống Bình Định đang là mô hình mang lại hiệu quả kinh tế cho một số hộ dân ở xã Thanh Lương thị xã Bình Long. Vì nuôi với số lượng lớn, lại có nhiều kinh nghiệm, nên mỗi năm trừ chi phí, gia đình ông thu lãi trên 700 triệu đồng.
Đầu tư cho gà bao gồm: Gà giống 20.000 đ/con. Thức ăn 3,5–4 kg/congiá 12.000 đ/kg. Thuốc thú y 3000 đ/con. Vác cin các loại 5000 đ/con. Tỷ lệ hao hụt trong suốt quá trình nuôi là 3%. Tổng chi phí cho 01 con gà đến khi xuất chuồng là 76.000 đ/con (chưa tính công chăm sóc và vốn đầu tư chuồng trại), thời gian nuôi đến khi xuất chuồng trung bình 85 – 100 ngày, trọng lượng trung bình 1,7 kg/con giá bán ổn định 74.000 – 80.000 đ/kg. Như vậy lợi nhuận người nuôi có được sau khi trừ hết chi phí đạt 40-45 triệu đồng/1000 con gà (nếu có rủi ro nhiều hơn, lợi nhuận cũng đạt 35 triệu đ/1000 con, nếu tỷ lệ trống/mái cao thì lợi nhuận có thể trên 50 triệu đồng/1000 con).